# Feminicidios en el Estado de México

Escudo del estado de México.

Feminicidios en el Estado de México es un concepto técnico-jurídico que se refiere a los asesinatos cometidos en contra de mujeres por razones de género dentro del territorio del Estado de México, una de las entidades federativas que integran la República Mexicana. El concepto de feminicidio tiene un alcance como tipo penal en México. 
Aunque el caso de los feminicidios en Ciudad Juárez (Chihuahua) es más conocido a nivel internacional, el número de asesinatos de mujeres mexiquenses es muy superior. Varias organizaciones sociales presentaron una solicitud de alerta de género en el territorio mexiquense por esta causa, pero fue rechazada en 2011 en la reunión del Sistema Nacional para Prevenir, Atender, Sancionar y Erradicar la Violencia Contra las Mujeres, pues las representantes de los gobiernos priistas apoyaron el argumento del Consejo Estatal de la Mujer y Bienestar Social mexiquense de que se trataba de una estrategia para afectar la imagen de Enrique Peña Nieto, gobernador de la entidad, en miras a las elecciones federales mexicanas de 2012.

## Contexto
El Estado de México es la entidad federativa más poblada de México, pues en ella vivían 15 174 272 personas en el 2010, de las cuales 7 775 989 son mujeres. La mayor parte de la población mexiquense ocupa los municipios de la Zona Metropolitana del Valle de México, donde se encuentran algunas de las localidades con más habitantes de la entidad, como Ecatepec de Morelos y Ciudad Nezahualcóyotl, cuya población rebasa la de Toluca de Lerdo, capital del estado.
El gobierno del estado ha sido ejercido desde la época de la revolución por el Partido Revolucionario Institucional, aunque en varios municipios los partidos de la oposición han logrado una presencia importante y han ejercido las administraciones locales por períodos muy prolongados a partir de la década de 1990. En el año 2000, el gobierno del Estado creó el Instituto Mexiquense de las Mujeres, que estaba destinado a encabezar la política gubernamental dirigida a ese sector de la población. En 2006 desapareció para integrarse en el Consejo Estatal de la Mujer y el Bienestar Social.
El 18 de marzo de 2011, el Congreso local del Estado de México, aprobó por unanimidad las reformas legales para prevenir y castigar la violencia contra las mujeres, las cuales surgieron del Foro por el Desarrollo Integral y la Plena Participación de la Mujer, realizado el 15 de febrero de 2011, en el Centro Cultural Mexiquense en la capital mexiquense.
Cabe referir que el entonces gobernador Enrique Peña Nieto, envió al Congreso local, una serie de iniciativas en materia de equidad de género, el 8 de marzo de ese mismo año, estas reformas incluyen modificaciones y adiciones al Código Penal, al Código de Procedimientos Penales, a la Ley de Acceso de las Mujeres a una Vida Libre de Violencia y a la Ley Orgánica del Poder Judicial del Estado de México.

## Situación en el Municipio de Ecatepec (2011-2015)
El estado de México se suma a una larga lista de estados con el mayor índice de agresiones contra la mujer, "Entre 2011 y 2013, las entidades que presentan las tasas más altas en homicidios de mujeres son Guerrero y Chihuahua, Tamaulipas, Coahuila, Durango, Colima, Nuevo León, Morelos, Zacatecas, Sinaloa, Baja California, y Estado de México en dichos municipios se encuentran poco más de la tercera parte de la población femenina del país, y es en estos donde se efectúan casi las dos terceras partes de los asesinatos contra mujeres, haciendo que en los estados del centro sea más probable sufrir alguna agresión que en los estados del norte del país.
En síntesis, el feminicidio se extiende a más entidades, en sinérgica negativa con el crecimiento de la violencia criminal y otros fenómenos ligados a las transformaciones sociales ocurridas en el último decenio, mientras se mantiene alto en las entidades con la más larga trayectoria histórica.
Ecatepec encabeza un listado de los municipios más peligrosos, ya que desde 2011 se ha incrementado de manera considerable los asesinatos dolosos contra mujeres de entre 12 a 25 años en dicho municipio. El 31 de julio de 2015 la Comisión Nacional para Prevenir y Erradicar la Violencia Contra las Mujeres, emitió formalmente la declaratoria de alerta de violencia de género contra las mujeres para varios municipios del estado incluido Ecatepec.
El 25 de junio de 2018 la organización civil mexicana llamada IDHEAS, Litigio estratégico en derechos humanos y el Instituto de Derechos Humanos y Democracia solicitaron la Alerta de Género contra las Mujeres para los municipios de Toluca de Lerdo, Ecatepec de Morelos, Nezahualcóyotl, Cuautitlán Izcalli, Chimalhuacán, Ixtapaluca y Valle de Chalco por la desaparición de mujeres. El 20 de septiembre del año siguiente se dio la respuesta por parte del gobierno del Estado de México donde explica que en el Plan de Desarrollo del Estado de México de 2017-2023 plantea una estrategia: Impulsar programas de atención  de mujeres,, niñas, niños y adolescentes victimas de violencia.
Según estadísticas del Ministerio Público en Ecatepec entre el 2011 y el 2015 se llevaron a cabo más de la quinta parte total de los asesinatos contra mujeres en el Estado de México, haciéndolo más peligroso que Ciudad Juárez, rebasándolo también en números de muertas por agresiones físicas, sexuales y psicológicas.
Se ha detectado que en la mayoría de los asesinatos contra mujeres son de cuatro tipos: el primero de ellos y el más común en este municipio según autoridades es el feminicidio íntimo que es realizado por hombres que eran allegados cercanos a las víctimas; el segundo tipo corresponde al feminicidio sexual, el cual es llevado a cabo por hombres que no eran conocidos por la víctima, la mayoría de estos casos vienen acompañados por raptos o secuestros hacia la víctima, privándola al mismo tiempo de su libertad; el tercer tipo de asesinato corresponde al feminicidio corporativo el cual corresponde a la muerte causada por algún tipo de venganza por el crimen organizado; el cuarto tipo de asesinato corresponde al feminicidio infantil el cual corresponde a la muerte de menores de edad.

## Detalles del fenómeno
De acuerdo con el informe presentado por el Observatorio Ciudadano Nacional del Feminicidio y la Comisión Mexicana de Defensa y Promoción de los Derechos Humanos de las Mujeres, en el Estado de México han sido denunciados 922 homicidios dolosos de mujeres entre 2005 y 2010. Esta cifra coloca al Estado de México en una incidencia superior al caso de Ciudad Juárez, donde desde la década de los noventa hasta 2010 el número es menor a la mitad. La prevalencia de feminicidios en el Estado de México fue de 3.8 por cada 100 mil mujeres entre enero de 2007 y julio de 2008, menor a la que se observa en Chihuahua, aunque en términos absolutos ocupó el primer sitio.
Organizaciones han denunciado que en México, de forma casi “naturalizada”, alrededor de seis mujeres son asesinadas cada día. Sólo en dos años, en 2012 y 2013, fueron asesinadas 3 mil 892. En 2019 la cifra se actualizó, siendo nueve mujeres asesinadas al día. “El feminicidio se ha naturalizando de una manera aberrante”, cuenta Francisca Daniela, abogada y directora de la organización Pan y Rosas, encargada de denunciar la situación de la mujer en el país norteamericano. Sólo en dos años, en 2012 y 2013, fueron asesinadas 3 mil 892 mujeres, sólo 613 de estos casos fueron investigados y sólo el 1.6 por ciento recibieron sentencia, según un informe del Observatorio Ciudadano Nacional del Feminicidio.
El 46 por ciento de los casos estudiados fueron asesinatos brutales por apuñalamiento, quemadura, estrangulamiento o golpes, el 16 por ciento de las mujeres murieron de un balazo y en el 38 por ciento restante las autoridades ni siquiera informan sobre la causa de la muerte.
El Gobierno del Estado de México en su Informe sobre violencia contra las mujeres señala que en solo tres meses (enero-marzo de 2019) se han reportado 21 presuntos delitos de feminicidio. Este mismo informe muestra que 331 mujeres víctimas de feminicidio en 2015 tenían entre 18 o más años, 50 eran menores de 17 años, 45 sin especificación de edad, dándonos un total de 426 feminicidios en este año. Los feminicidios en los siguientes años han aumentado. Se muestran 1003 feminicidios abarcando todas las edades anteriores en 2018, el índice se ha duplicado en solo tres años. De enero a marzo de 2019, 19 municipios de los 125 del Estado de México se encuentran en los primeros 100 municipios con mayores feminicidios en México. El estado se encuentra en el primer lugar enero a marzo de 2019 con un total de 87 mujeres víctimas de homicidio doloso .
Los homicidios pueden ser clasificados por la situación en que son cometidos o por el tipo de víctima que se elige. Del total de 289 asesinatos cometidos contra mujeres en el Estado de México en el período 2007-2008, 39 víctimas han sido niñas, 44 fueron asesinadas por un familiar, 23 fueron asesinadas en contexto de crimen sexual, 57 fueron muertas por sus compañeros sentimentales, 10 víctimas se dedicaban a ocupaciones estigmatizadas (prostitución, por ejemplo) y de 105 no se especifica la tipología.

## Gasto para acabar con los feminicidios
El Estado de México gastó 36 millones 778 mil 158 pesos de 2015 a 2020 en acciones de emergencia para prevenir, sancionar y erradicar los feminicidios y desapariciones forzosas de mujeres y niñas en ocho municipios con Alerta de Violencia de Género contra las Mujeres: Ecatepec de Morelos, Nezahualcóyotl, Tlalnepantla de Baz, Toluca de Lerdo, Chalco, Chimalhuacán, Naucalpan de Juárez, Tultitlán, Ixtapaluca, Valle de Chalco y Cuautitlán Izcalli. 
El 21% del gasto fue destinado a medidas de prevención de violencia feminicida, el 19.61% a acciones de seguridad para mujeres y niñas, el 5.29% de la inversión se destinó a medidas de procuración de la justicia y el 53.43% del dinero gastado no está categorizado.

## Castigo a los feminicidios
Desde el año 2012 la violación y el feminicidio en el Estado de México está tipificado con la pena máxima de prisión vitalicia.
Este delito, según las modificación a los códigos Penal y de Procedimientos Penales; a las leyes: Orgánica del Poder Judicial y de la Procuraduría General de Justicia, así como a la Ley de Acceso a las Mujeres a una Vida Libre de Violencia, es castigado con 40 a 70 años de prisión y de 700 a 5 mil días de multa.
Las modificaciones a los códigos refieren que este delito se considerará como violencia de género cuando haya privación de la vida, asociada a la exclusión, subordinación, discriminación, o explotación; cuando ocurra en contra de una persona con quien se haya tenido una relación sentimental, afectiva, o de confianza, laboral o escolar; cuando el agresor haya ejecutado conductas sexuales crueles o degradantes.
No dejemos que las arranquen de nuestra vida y Protocolo Alba son campañas estratégicas creadas en 2015 para brindar apoyo a las mujeres víctimas de violencia de género y la localización inmediata de niños, niñas y mujeres sustraídas.